# Summer Bummer
«Summer Bummer» (с англ. — «Летнее разочарование») — песня американской певицы Ланы Дель Рей с пятого студийного альбома Lust for Life, записанная при участии рэперов ASAP Rocky и Playboi Carti. Песня была издана 12 июля 2017 года на лейблах Interscope и Polydor на стороне «А» второго промосингла «Summer Bummer / Groupie Love». Авторами трека являются Дель Рей, Раким Майерс, Джаахан Свитт, Джордан Картер, Мэтью Самуэльс и Тайлер Уильямс.

## История создания
Песня была написана Ланой Дель Рей в сотрудничестве с такими авторами, как Раким Майерс, Джаахан Свитт, Джордан Картер, Мэтью Самуэльс, Playboi Carti и Тайлер Уильямс летом 2016 года. Продюсерами выступили часто работающий с исполнительницей Рик Ноуэлс, а также Свитт и Самуэльс. Песня была записана певицей при участии американских рэперов ASAP Rocky и Playboi Carti.
2 июня 2017 года в своём аккаунте Instagram Дель Рей опубликовала видео, где, сидя в машине, слушает данный трек, подписав публикацию как: «Мы сделали много чего хорошего, но я думаю, что для альбома мы отобрали лучшее». В конце июня того же года было сообщено, что «Summer Bummer» будет выпущен в качестве сингла 29 июня 2017 года, но он так и не вышел в тот день. 29 июня на сайте SoundHound был опубликован отрывок трека. 8 июля в сеть также просочился фрагмент песни. 9 июля 2017 года в Instagram Дель Рей поделилась видео за прослушиванием отрывка композиции, сообщив, что её премьера состоится 12 июля 2017 года на радио сервиса Apple Music, Beats 1 Radio, наряду с треком «Groupie Love», записанным при участии ASAP Rocky. 12 июля «Summer Bummer» была выпущена в iTunes вместе с предварительным заказом пятого студийного альбома Lust for Life. Трек стал вторым промосинглом с пластинки. Во время интервью Дель Рей для Beats 1 Radio к разговору между исполнительницей и ведущим программы присоединился продюсер трека, Boi-1da, рассказавший о процессе записи:
Всё давалось легко и шло как по маслу, не нужно было ничего выдавливать. Это было потрясающе. Мне очень нравится работать с Ланой. Каждый раз мы выходим на новый уровень. Мы сделали ещё пару вещей, и, может быть, вы их услышите в будущем.

## Стиль и отзывы
Ребекка Хэйткот из Pitchfork сказала: «Дель Рей тоже хочет летней любви, но всё же в её голосе есть небольшая невинность, когда она медлительно и мечтательно призывает к себе „Будь моим секретным любовником“, „Не будь моим разочарованием“». Ближе к концу песни вокал Дель Рей переходит на октаву ниже, и на мгновение он «сладко парит поверх несбыточной мечты». «Дель Рей поёт, что её любовник сводит её с ума, и, возможно, всё это обречено благодаря его демонам». Алекса Кэмп из издания Slant сравнила трек с другой песней певицы, «Summertime Sadness», однако «записанную не в жанре EDM, а хип-хоп». По мнению рецензента, Дель Рей мурлычет строки, «Хип-хоп летом / Не расстраивай меня меня, дорогой / Будь моим секретным любовником, милый», поверх «скудного лупа и половинчатого ритма».

### Реакция критиков
Рецензент Ребекка Хэйткот из издания Pitchfork заявила, что «Summer Bummer» «не является традиционным претендентом на цветочную корону „Песня лета“», добавив: «Он очень жаркий, но в то же время непонятливый и угнетающий, нелёгкий и расслабленный». Критик добавила, что участие ASAP Rocky и Playboi Carti в треке было «немного ненужным», так как, по её мнению, «у Дель Рей нет никаких проблем с исполнением трека самостоятельно». В конечном итоге Хэйткот похвалила песню, заявив, что «„Summer Bummer“ на репите». Алекса Кэмп из Slant назвала попытку возвращения Дель Рей в хип-хоп «возможно долгожданной», продолжая: «но судя по томным темпам „Summer Bummer“ и „Groupie Love“, автор-исполнитель Дель Рей идеально использовала своё сладкое время». В общем и целом положительно оценив трек, Кэмп предположила, что «Summer Bummer» является полу-сиквелом хита исполнительницы «Summertime Sadness», выпущенного в 2012 году.

## Список композиций
| №  | Название        | Автор(ы)                                                                                   | Продюсер(ы)                 | Длительность |
| -- | --------------- | ------------------------------------------------------------------------------------------ | --------------------------- | ------------ |
| 1. | «Summer Bummer» | Лана Дель Рей, Раким Майерс, Джаахан Свитт, Джордан Картер, Мэтью Самуэльс, Тайлер Уильямс | Свитт, Рик Ноуэлс, Самуэльс | 4:21         |

## Участники записи
Данные взяты с музыкального сервиса Tidal.
| - Лана Дель Рей — вокал, бэк-вокал, автор - Раким Майерс — вокал, бэк-вокал, автор - Джордан Картер — вокал, бэк-вокал, автор - Мэтью Самуэльс — автор, продюсер, бас-гитара, ударные - Джаахан Свитт — автор, продюсер, пианино - Тайлер Уильямс — автор, виолончель, программирование синтезатора - Рик Ноуэлс — продюсер, синтезатор | - Эндрю Джозеф Грэдвохл-младший — автор, синтезатор - Зак Рай — клавесин - Киерон Мэнзис — звукорежиссёр, сведение - Тревор Ясуда — звукорежиссёр - Дин Рид — звукорежиссёр, сведение - Эктор Дельгадо — звукорежиссёр - Мастеринг произведен Адамом Аяном на студии Gateway Mastering, Портленд, штат Мэн, США | - Трек издан на The Sweet Life, LLC (BMI), Administered by Songs of Kobalt Music Publishing (BMI), Sony/ATV Music Publishing (ASCAP), 1Damentional Publishing (ASCAP) / Sony/ATV Tunes LLC (ASCAP), Sony / ATV Music Publishing, A$AP Rocky Music Publishing LLC/Sony/ATV Songs LLC (BMI), Brother Bagz Publishing/Warner-Tamerlane Publishing Corp. (BMI) |

## История релиза
| Регион | Дата                                | Формат               | Лейбл               | П.    |
| ------ | ----------------------------------- | -------------------- | ------------------- | ----- |
| Земля  | 12 июля 2017 (вместе с предзаказом) | цифровая дистрибуция | Interscope, Polydor | [ 7 ] |